# Blaise de Monluc

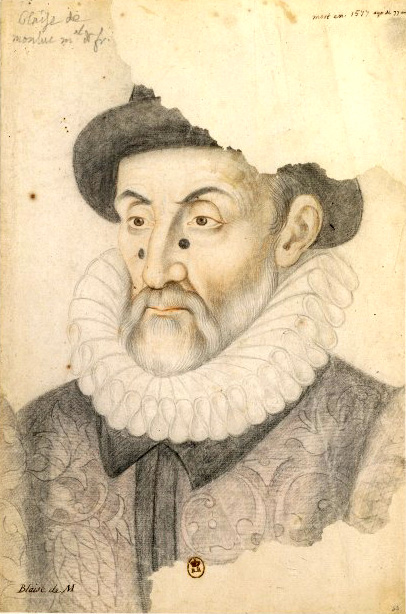
Blaise de Monluc, retrato desenhado, produzido na segunda metade do século XVI, por artista desconhecido

Blaise de Montesquiou de Lasseran de Massencôme (Saint-Puy, Gers, 1502 — Estillac, 26 de agosto de 1577), senhor de Monluc, mais conhecido como Blaise de Monluc (às vezes grafado Blaise de Montluc), foi um militar ao serviço da corte francesa, coronel-general da Infantaria e marechal da França (1574-1577), autor de um livro de memórias intitulado Commentaires (Comentários), publicado após sua morte (1592). É considerado um historiador do Renascimento, embora a sua obra seja uma justificação da repressão que conduziiu na região da Guiena como líder militar da Liga Católica na luta contra os huguenotes.

## Biografia
Nasceu no seio de uma família da baixa aristocracia da Gasconha, filho primogénito de François de Monluc e de sua esposa Ameline de Trais.
Iniciou a sua carreira militar como soldado raso, servindo nas Guerras Italianas sob o comando de Pierre du Terrail, ganhando grande nomeada em 1555, durante a defesa de oito meses de Siena. Para além disso, distinguiu-se especialmente na Batalha de Pavia, na expedição contra Nápoles e na defesa de Marselha.
Teve acção relevante nas guerras de religião na França, militando no lado católico contra o huguenotes. Pela sua acção, em 1574 o rei Henrique III elevou-o ao posto de Marechal da França, cargo que exerceu até 1577.
As sua capacidade de comando e coragem ao serviço dos réis de França, que lhe granjearam a fama de "agir bem em vez de falar bem", permitiram-lhe ascender a marechal da França em 1574, tendo servido cinco réis (Francisco I, Henrique II, Francisco II, Carlos IX e Henrique III).
No final de sua vida relatou o que tinha visto e vivido, aparentemente sem nenhuma nota ou documento, demonstrando uma memória prodigiosa. Os seus relatos foram publicados postumamente, em 1592, impressos sob o título de Comentários. A obra é uma justificação de repressão que exerceu sobre os povos da Guiena como líder militar da Liga Católica na luta contra os huguenotes. Embora construída aparentemente de memória, recorre a cartas dirigidas ao rei, e que foram a base do seu relatório dos acontecimentos, alargadas e comentadas nos seus Comentários. A obra, escrita em estilo de conversação, oferece uma descrição admirável das tácticas militares contemporâneas e é considerado uma jóia literária.
Na sua obra lamenta a introdução do arcabuz e o declínio de luta corpo a corpo com armas brancas.
Foi pai do militar e capitão corsário Pierre Bertrand de Montluc, mais conhecido por Peyrot Monluc. Monluc é antepassado directo do estadista Charles-Maurice de Talleyrand-Périgord (1754–1838).